# 1424
1424 (MCDXXIV) fue un año bisiesto comenzado en sábado del calendario juliano.

## Acontecimientos
- Cierre del Concilio de Siena.
- Juana de Arco comienza a ver sus primeras visiones y a oír voces, que identificó como enviadas por parte de Dios

## Arte y literatura
- La belle dame sans merci, de Alain Chartier.
- Retablo de santo Tomás Beckett del pintor alemán Meister Francke.
- Frescos de la capilla Brancacci en la iglesia del Carmine en Florencia, pintados por Masaccio y Masolino da Panicale.

## Nacimientos
- Abu-Saïd, emperador timúrida
- Blanca II de Navarra, reina de Navarra
- Juan II de Lorena, duque de Lorena
- Vladislao III Jagellón, rey de Polonia y Hungría

## Fallecimientos
- Catalina de Castilla, princesa de Asturias
- Go-Kameyama Tennō, emperador de Japón
- Jan Žižka, general
- Jordi de Sant Jordi, poeta valenciano
- Muzio Attendolo Sforza, condotiero italiano y fundador de la dinastía Sforza
- Yongle, emperador de China